# Antiseptisk
Ordet antisepsis bruges ikke så ofte. I stedet bruges tillægsordet antiseptisk. Ordet kommer af græsk anti = "imod" + sepsis = "forrådnelse", og det betyder altså "det som modvirker forrådnelse". I medicinen bruges ordet om virkemidler mod betændelse. I daglig tale om det, der forebygger betændelse (se Hygiejne).
Allerede fra oldtiden havde man hjælpemidler mod betændelser, dog mest de afgrænsede, for det var først med opdagelsen af penicillinet, at man fik et middel mod betændelser i kroppen eller i blodet. Blandt oldtidens og middelalderens virkemidler var iltning (åbning af bylder), dræning (udtømning af betændte sår) og mekanisk rengøring (udskæring af betændelsens årsag, "byldemoren").
I løbet af det 19. århundrede blev man klar over, at betændelse og infektioner skyldes bakterieangreb, som hyppigst optræder, hvor der er urenligt. Grundlæggeren af den moderne antisepsis var lægen Ignaz Semmelweis, der er gået over i lægekunstens historie som "Mødrenes redningsmand", fordi han var den første fødselslæge, der arbejdede med renvaskede hænder. 
Selv om man godt kendte til bakterier, så satte man dem ikke i forbindelse med betændelsestilstande. Allerede Anton van Leeuwenhoek (1623-1723) havde beskrevet "de små kryb", men man opfattede betændelse som ét blandt flere symptomer på fysisk svækkelse og ikke som årsag til sygdommen. Da det forhold først stod klart, fandt man frem til en række midler, der kan bruges til desinfektion af redskaber, møbler og lokaler, de såkaldte antiseptika:
- Karbolvand
- Hospitalssprit
- Brintoverilte